# Лозовский (Луганская область)
Лозовский (укр. Лозівський) — посёлок в Славяносербском районе Луганской области Украины. С 2014 года контролируется самопровозглашённой Луганской Народной Республикой.

## Географическое положение
Посёлок находится недалеко от места впадения реки Лозовой в реку Лугань. Ближайшие населённые пункты — посёлки Криворожье на западе, Карпаты на юго-западе, Лотиково на юго-востоке, город Зимогорье на северо-востоке, село Хорошее на севере, посёлок Яснодольск на северо-западе.

## История
Посёлок городского типа с 1954 года.
В январе 1959 года численность населения составляла 5821 человек.
В январе 1989 года численность населения составляла 7077 человек.
На 1 января 2013 года численность населения составляла 5023 человека.

## Транспорт
В черте посёлка находится ж.д.-станция Славяносербск Донецкой железной дороги.

## Памятники культуры
В Лозовском есть Свято-Преображенский храм и часовня в честь святой великомученицы Варвары (УПЦ МП).
В центре посёлка есть памятник Ленина, а в парке — памятник неизвестному солдату.

## Известные уроженцы
- Григорович, Леонид Андреевич — Герой Советского Союза.

## Местный совет
93745, Луганская обл., Славяносербский р-н, пгт. Лозовский, ул. Ленина, 7а